# Drăgoești (Vâlcea)
Drăgoeşti è un comune della Romania di 2 235 abitanti, ubicato nel distretto di Vâlcea, nella regione storica della Muntenia. 
Il comune è formato dall'unione di 3 villaggi: Buciumeni, Drăgoești, Geamana.
Secondo numerosi documenti storici, Drăgoeşti sarebbe la città natale del Principe Michele il Bravo.